# Росвенге, Хельге
Хе́льге Ро́свенге (Helge Rosvaenge; имя при рождении: Helge Rosenvinge Hansen) (29 августа 1897, Копенгаген — 19 июня 1972, Мюнхен; похоронен в датской коммуне Глоструп) — датский певец (тенор). Работал преимущественно в Германии, пел на немецком языке.

## Очерк биографии и творчества
По образованию химик. Брал уроки пения у Илонки Хольндоннер (впоследствии женился на ней). Дебютировал в 1921 году в партии Хозе («Кармен» Ж. Бизе) в Нойштрелице (Германия). В 1927-30 годах солист Кёльнской оперы, в 1930-44 годах — Немецкой государственной оперы (Берлин).
Гастролировал в Мюнхене, Вене, Милане, Лондоне, Париже и других крупных музыкальных центрах Европы. Участник Зальцбургского (неоднократно с 1932) и Байройтского (1934 и 1936, в партии Парсифаля) фестивалей. Лучшие оперные партии: Калаф («Турандот» Дж. Пуччини), Радамес, Манрико («Аида», «Трубадур» Дж. Верди), Тамино («Волшебная флейта» В. А. Моцарта), Флорестан («Фиделио» Л. ван Бетховена). Пел также в оперетте, в том числе на премьере оперетты Э. Кюннеке «Великая грешница» (Берлин, 1935; в паре с Тианой Лемниц).
В 1944 году был включён как «важнейший» артист в Gottbegnadeten-Liste, благодаря чему избежал службы в вооружённых силах. В 1945 году арестован в Берлине и депортирован в Россию, но уже в следующем году выслан в Испанию. В 1948—1957 годах солист Венской государственной оперы. В целом оперная активность Росвенге после войны снизилась, поскольку он так и не принял нового европейского тренда исполнять оперы на языке оригинала (все иностранные оперы до и во время войны Росвенге пел по-немецки). По этой же причине Росвенге сосредоточился на концертах, где исполнял преимущественно австро-немецкую камерную лирику.
В 1945 году опубликовал на датском языке мемуары «Skratte Pajazzo», которые в 1953 году под заголовком «Lache Bajazzo» были изданы в немецком переводе. В 1963 году первый и единственный раз выступил с сольным концертом в Карнеги-холле (США). Пел в концертах до середины 1960-х годов, затем преподавал оперное пение в Мюнхене.
Многие аудиозаписи камерной музыки сделаны на Имперском радио (Reichsrundfunk) и на германских лейблах (Telefunken, Odeon etc.) совместно с М. Раухайзеном. Присущие Росвенге артистическое мастерство и драматизм хорошо просматриваются в интерпретации песни «Огненный всадник» Г. Вольфа.

## Литературные сочинения
- Lache Bajazzo. Ernstes und Heiteres aus meinem Leben. München; Wien: Andermann, 1953 (оригинал «Skratte Pajazzo» на датском языке, выпущен в Копенгагене в 1945 году).
- Mach es besser mein Sohn: ein Tenor erzählt aus seinem Leben. Leipzig: Koehler & Amelang, 1962.
- Leitfaden für Gesangsbeflissene: eine heitere Plauderei über ernste Dinge. München: Obpacher, 1964.